# IR-40

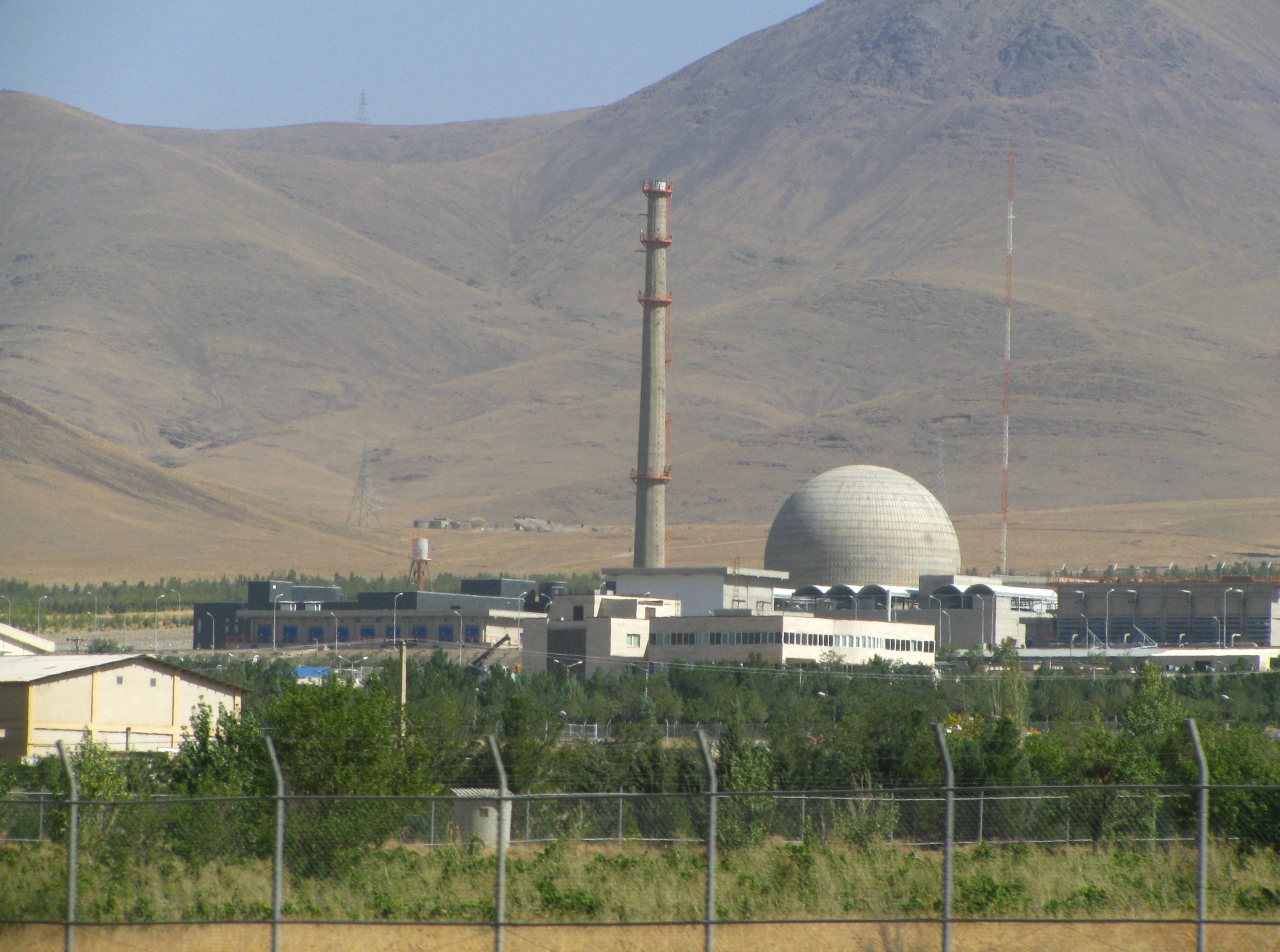
열출력 40메가와트인 아라크 중수로

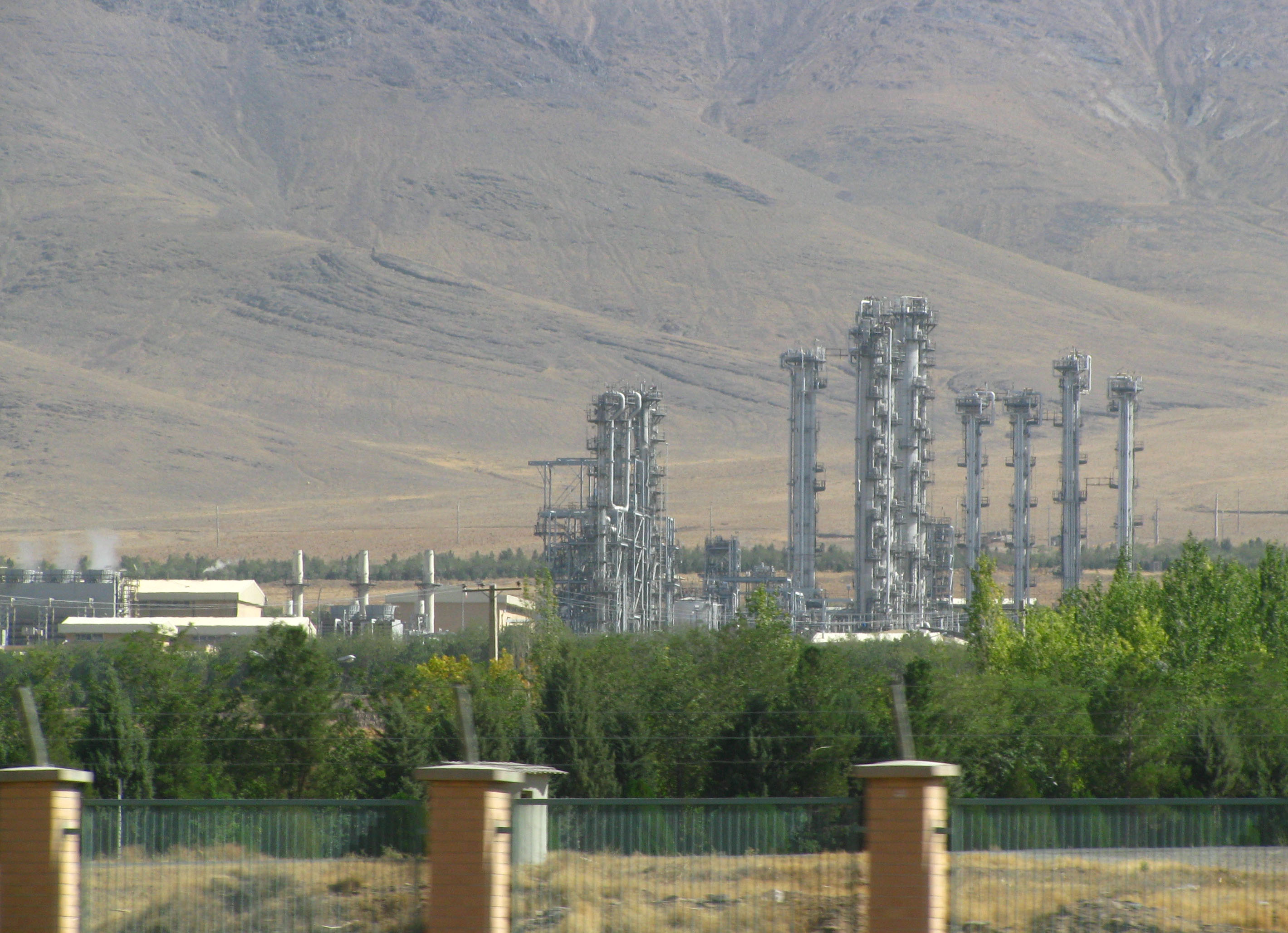
아라크 핵재처리 공장

IR-40은 2004년부터 이란이 아라크에 건설중인 열출력 40 MWt 의 중수로를 말한다. 아라크 중수로라고도 부른다.

## 역사
2003년 5월 3일 이란 정부는 IAEA에 2004년 6월부터 아라크 중수로 건설을 시작한다고 통보했다. 이란 정부는 2014년부터 가동을 시작할 것이라고 말했다.
2011년 8월 IAEA 조사관이 아라크 중수로를 방문했다. 2013년 12월 7일 IAEA 조사관이 아라크 중수로를 방문했다.

## 대한민국
2012년 5월 8일 한국인 IAEA 조사관인 서옥석(58세)씨가 아라크 중수로 인근에서 교통사고로 사망했다. 슬로바키아 국적의 조사관 1명이 부상했다. 서옥석은 과학기술부 사무관으로서, IAEA에 파견되었다. 주한 이란대사관은 서옥석 사찰관의 사망에 대해 한국 정부에 애도를 표시했다.
서옥석 사찰관의 유족은 이란 수도 테헤란을 방문, 교통사고사를 인정하니 시신에 대한 훼손을 하지 말아 달라며 이란 정부에 부검 면제를 요청했다. 서방국들이 시신을 이용하여 적대적인 행위를 할 수 있다는 우려에 따라, 이란 법률은 사고사의 경우에는 예외 없이 부검을 하기로 되어 있지만, 이란 정부는 유족의 요청에 따른 부검 면제를 승인해, 오스트리아 빈의 IAEA 사무국으로 부검 없는 시신 반출을 허용했다.

## 조선민주주의인민공화국
이란이 열출력 40메가와트 IR-40 중수로를 건설중인데, 이와 동시에 북한은 열출력 100메가와트, 전기출력 30메가와트인 영변 30메가와트 원자로를 건설중이다. 이란과 조선민주주의인민공화국은 핵미사일 개발을 공유하고 있다. 현재, 동시에, 이란은 중수로, 북한은 경수로를 건술중인데, 둘의 상관관계는 보도된 적 없으나, 외양은 동잃한 돔형 지붕의 원전이다.

## 같이 보기
- 이란의 핵 문제
- 영변 30메가와트 원자로